# Principio dell'Aufbau

Rappresentazione del principio di Aufbau.

Il principio di Aufbau (anche Regola Aufbau o principio di costruzione della configurazione elettronica di un atomo), viene applicato per determinare la configurazione elettronica di un atomo, molecola o ione. Il principio presuppone un ipotetico processo nel quale un atomo è "costruito" da un progressivo riempimento degli orbitali con elettroni. Come vengono aggiunti, questi assumono le condizioni più stabili rispetto al nucleo e agli elettroni già presenti nell'atomo (ad esempio 1s prima del 2s). Il numero di elettroni che può occupare ciascun orbitale è limitato dal Principio di esclusione di Pauli. Se più orbitali con la medesima energia sono disponibili, la Regola di Hund dice che gli orbitali liberi verranno riempiti prima che gli orbitali già parzialmente occupati vengano riutilizzati (da elettroni con spin antiparalleli).
Una versione del principio dell'Aufbau può essere utilizzata, anche, per predire la configurazione di protoni e neutroni in un nucleo atomico.

## Storia
Il principio prende il proprio nome dal termine tedesco Aufbauprinzip, "principio di costruzione", piuttosto che dal nome di uno scienziato. Infatti, venne formulato dal fisico danese Niels Bohr nel 1920 circa.
Fu un'applicazione iniziale della meccanica quantistica alle proprietà degli elettroni, e spiegò le proprietà chimiche in termini fisici. Ogni elettrone aggiunto è soggetto al campo elettrico creato dalla carica positiva del nucleo atomico e dalla carica negativa degli altri elettroni che circondano il nucleo. Anche se per l'atomo di idrogeno non c'è differenza di energia tra gli orbitali con lo stesso numero quantico principale n, ciò non è vero per gli elettroni esterni degli altri atomi. 
Semiclassicamente, gli orbitali con il più alto momento angolare sono 'orbite circolari' all'esterno degli elettroni interni, ma orbite con un basso momento angolare (orbitali-s e orbitali-p) hanno un'alta eccentricità dell'orbita man mano che si avvicinano al nucleo e risentono, in media, di una carica nucleare schermata meno forte. Questo spiega perché gli orbitali-4s si riempiono persino prima degli orbitali-3d.

## La regola di Madelung dell'ordinamento delle energie orbitaliche
L'ordine in cui tali orbitali vengono riempiti è dato dalla regola n + ℓ (anche nota col nome di regola di Madelung dal nome del suo scopritore Erwin Madelung), oppure di regola di Klečkovskij (dal nome di Vsevolod Klečkovskij, con cui è nota in alcuni paesi, specie francofoni e russofoni), oppure come regola diagonale.
Orbitali con un valore più basso di n + ℓ vengono colmati prima di orbitali con valori n + ℓ maggiori. In tale contesto, n rappresenta il numero quantico principale

Ordine in cui gli orbitali sono ordinati secondo energie crescenti, secondo la regola di Madelung. Ciascuna freccia rossa diagonale corrisponde a un diverso valore di n + ℓ.

ed  ℓ il numero quantico azimutale; i valori  ℓ = 0, 1, 2, 3, 4, 5, 6 corrispondono alle sigle s, p, d, f, g, h, ed i, rispettivamente.
La regola si basa sul numero totale di nodi nell'orbitale atomico, n + ℓ, valore che è correlato all'energia dell'orbitale stesso. In caso di valori uguali di n +  ℓ, l'orbitale con un valore di n minore viene colmato per primo. Il fatto che la maggior parte delle configurazioni degli atomi elettricamente neutri, nel loro stato fondamentale, veda un riempimento degli orbitali in accordo con questo andamento "n + ℓ, n" venne verificato sperimentalmente, sulla base delle caratteristiche spettroscopiche degli elementi.
La regola di Madelung dell'ordinamento delle energie orbitaliche è applicabile solo ad atomi elettricamente neutri nel loro stato fondamentale; anche in questo caso, ci sono alcuni elementi per i quali tale regola predice configurazioni elettroniche differenti da quelle determinate per via sperimentale. Rame, cromo e palladio sono classici esempi di tale proprietà.
Secondo la regola di Madelung l'orbitale 4s (n + ℓ = 4 + 0 = 4) verrebbe occupato prima dell'orbitale 3d (n + ℓ = 3 + 2 = 5). Di conseguenza, per il rame (29Cu) la regola prevede la configurazione 1s22s22p63s2 3p64s23d9, abbreviata [Ar]4s23d9 , dove [Ar] indica la configurazione dell'argon (il gas nobile che precede il rame). Tuttavia, la configurazione elettronica sperimentale dell'atomo di rame risulta essere [Ar]4s13d10. Riempiendo l'orbitale 3d , il rame può trovarsi in uno stato energetico più basso. 
Analogamente, il Cromo assume una configurazione elettronica di [Ar]4s13d5 anziché [Ar]4s23d4. In questo caso, il cromo ha un guscio 3d  pieno a metà (il che rappresenta una configurazione di particolare stabilità per i metalli del gruppo di transizione d). 
Per il palladio, la regola di Madelung prevede una configurazione [Kr]5s24d8, ma la configurazione sperimentale [Kr]4d10 presenta una differente disposizione degli elettroni.